# Encyklopedia

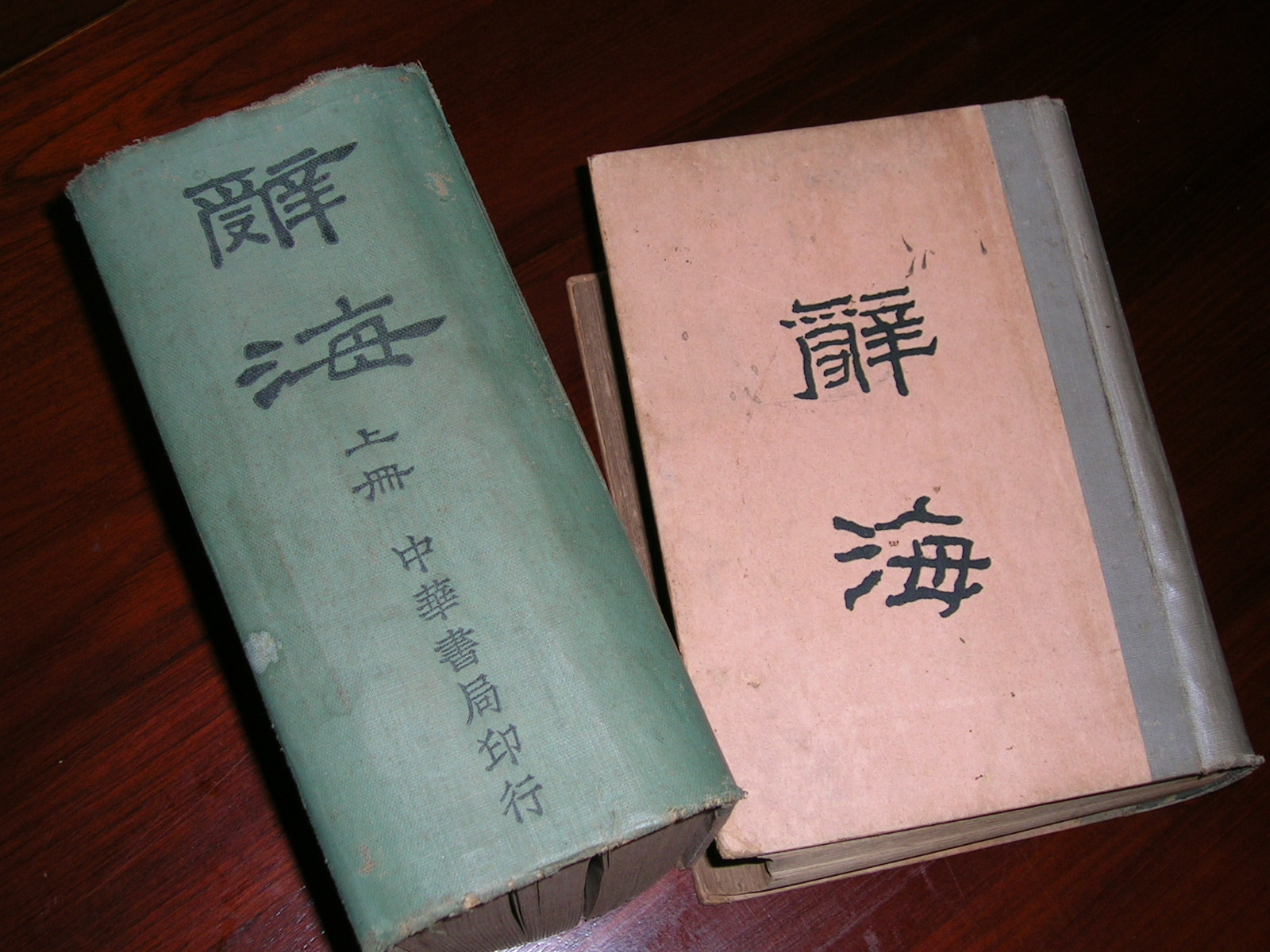
Cihai, najstarsza nowoczesna encyklopedia chińska (pierwsze wydanie 1937)

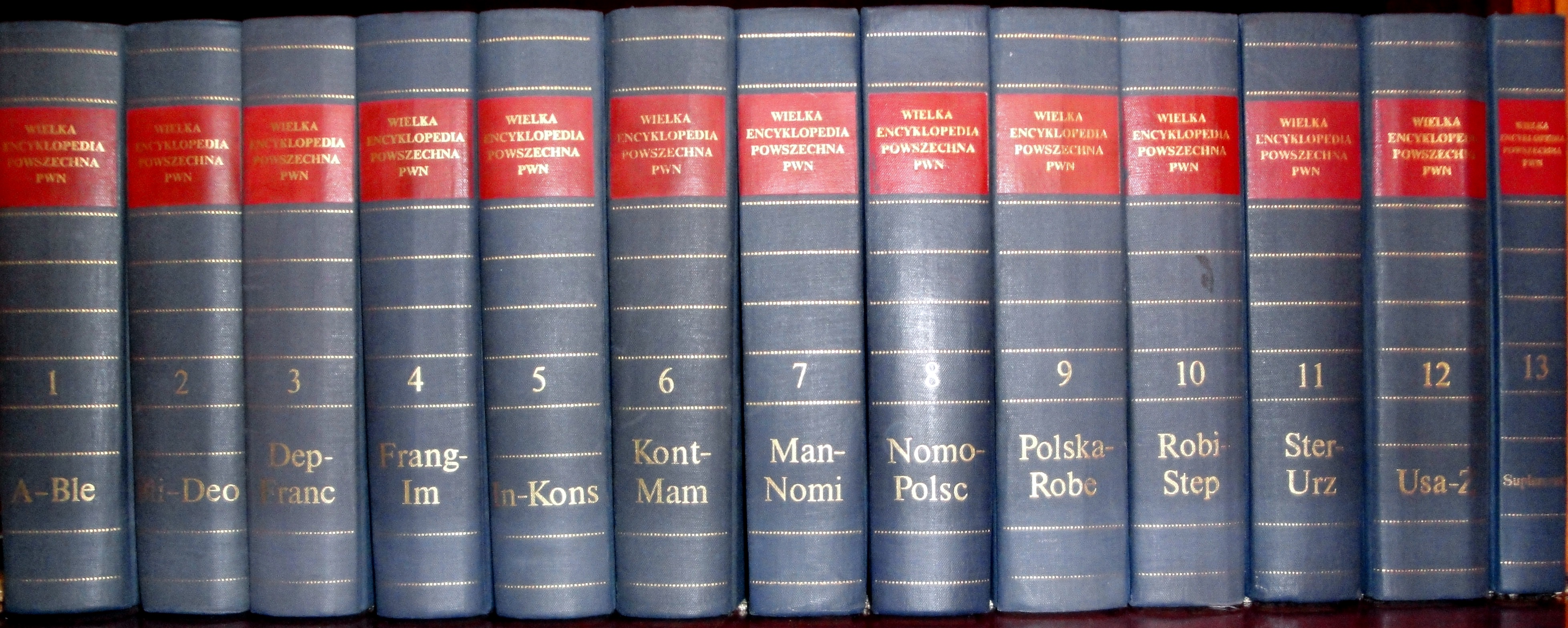
WEP PWN, tomy 1-13, 1962-69,70

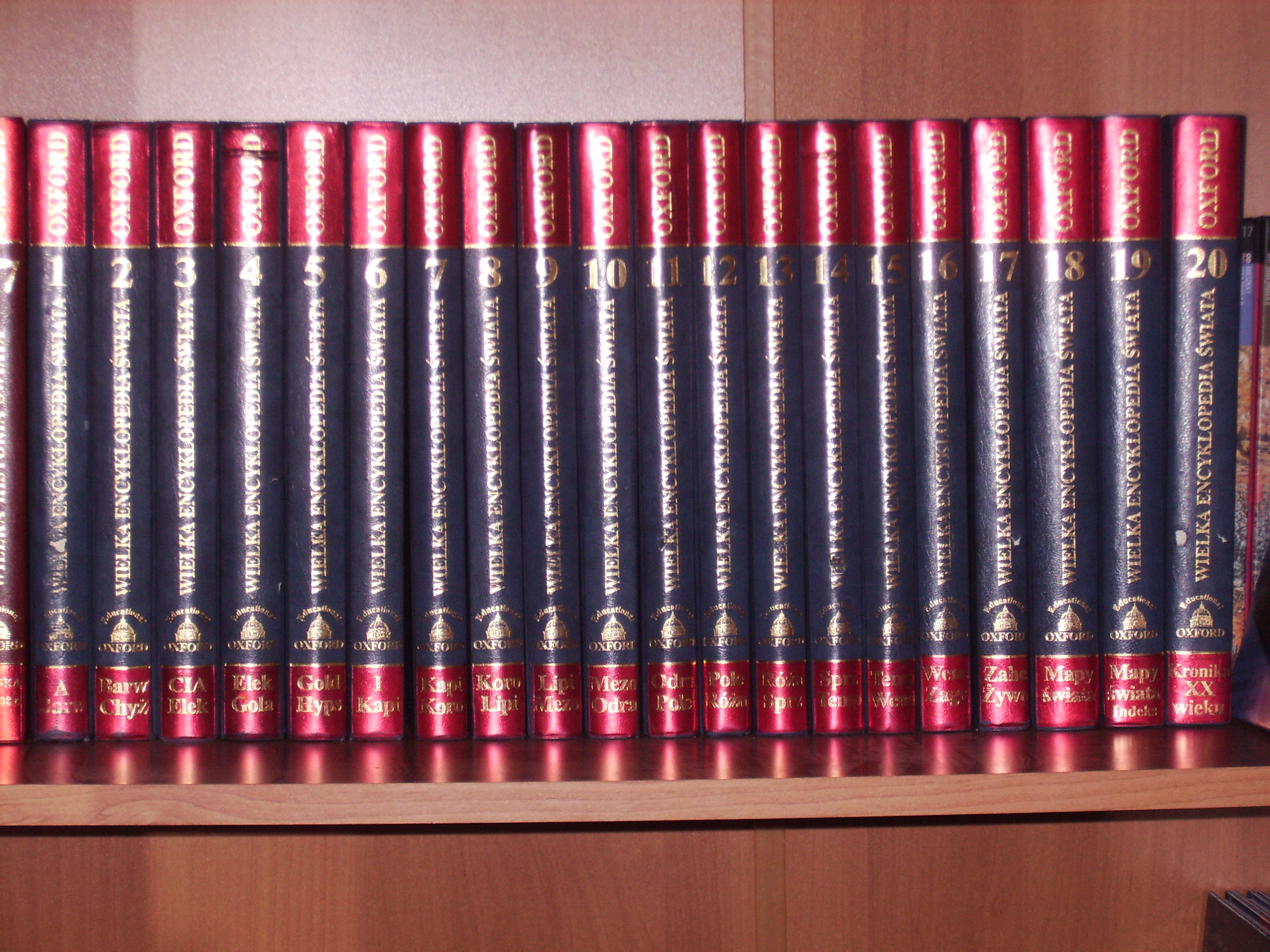
Encyklopedia Oxford

Encyklopedia (łac. encyclopaedia z stgr. ἐνκύκλιos, enkýklios „tworzący krąg” + stgr. παιδεία, paideía „wykształcenie”) – kompendium wiedzy zapisane w formie zbioru artykułów hasłowych, złożonych z haseł (słów kluczowych) i tekstów je objaśniających (zawierających informacje dotyczące tych haseł). Hasła są ułożone w pewnym logicznym porządku, zazwyczaj alfabetycznym, dzięki czemu możliwe jest szybkie odnalezienie poszukiwanych informacji.
Encyklopedia może być powszechna, tj. starająca się ująć całą ludzką wiedzę (np. Wielka encyklopedia powszechna PWN), lub specjalistyczna z określonej dziedziny (np. Encyklopedia muzyczna PWM, Encyklopedia wiedzy o książce, Encyklopedia Krakowa).

## Historia
Często przyjmuje się, że pomysł księgi składającej się z alfabetycznie ułożonej listy haseł wraz z wyczerpującym wyjaśnieniem ich znaczenia pochodzi od Johna Harrisa, który w 1704 roku opublikował swój Lexicon technicum, aczkolwiek terminu encyklopedia w znaczeniu „całokształt wiedzy” użył po raz pierwszy w 1532 roku François Rabelais. W tytule dzieła encyklopedia pojawiła się w 1559 r. w pracy humanisty chorwackiego Pavao Skalicia (Encyclopaediae seu orbis disciplinarum tam sacrarum quam profanarum epistemon).
Prace mające charakter encyklopedyczny pojawiły się już dwa tysiące lat temu i powstawały w następnych wiekach:
- Marek Terencjusz Warron – Disciplinarum libri IX (ok. 50 p.n.e.)
- Pliniusz Starszy – Historia naturalna (Historia naturalis) (I w.)
- Panorama cesarska (皇覽 Huanglan) (Chiny, ok. 220)
- Nonius Marcellus – De compendiosa doctrina (pierwsza połowa IV w.)
- Marcjanus Kapella – De nuptiis Philologiae et Mercuri (między 410 a 439)
- Izydor z Sewilli – Etymologiarum seu originum libri XX (początek VII w.)
- Al-Dżahiz – Księga zwierząt (Kitab al-chajwan) (kraje arabskie, IX w.)
- Semadewa (Indie, XII w.)
- Hemadri (Indie, XIII w.)
- Wincenty z Beauvais – Zwierciadło większe (Speculum maius), XIII w.[2][3]
- Brunetto Latini – Skarbiec wiedzy (Li livres dou Tresor), XIII w.

## Znane encyklopedie

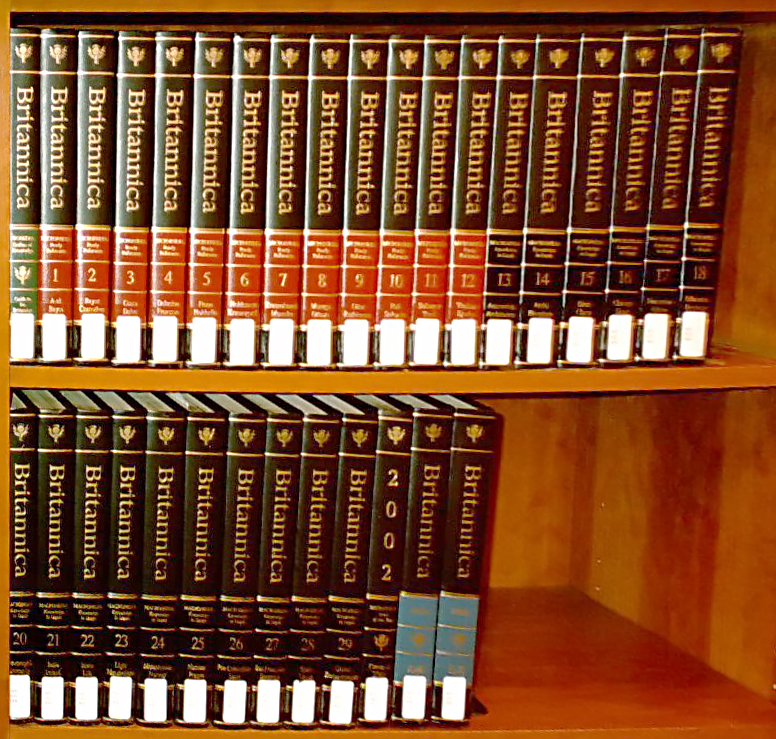
Piętnaste wydanie encyklopedii Britannica

Pierwszą encyklopedią powszechną była francuska Encyclopédie, której edytorami byli Jean d’Alembert i Denis Diderot. Encyklopedia ta została ukończona w 1772 roku. Liczyła ona 28 tomów, 71818 artykułów i 2885 ilustracji. Jej współautorzy są często nazywani kręgiem francuskich encyklopedystów, z których wielu zostało później współorganizatorami Wielkiej Rewolucji Francuskiej.
Równolegle z encyklopedią francuską zaczęła powstawać Encyclopaedia Britannica, której pierwsze trzytomowe wydanie opublikowano w latach 1768–1771.
W 2004 pełna wersja Encyklopedii Britannica zawierała ok. 120 tysięcy artykułów, liczących razem około 44 milionów słów.
Obecnie jest największym na świecie tego rodzaju wydawnictwem, liczącym 32 tomy (17 Macropaedii, 12 Micropaedii, 1 Propaedii i 2 Indeksu).
W niemieckim obszarze językowym dużym uznaniem cieszą się wydawnictwa encyklopedyczne Brockhaus.
W Polsce dominującą pozycję na rynku wydawnictw encyklopedycznych od dziesięcioleci zajmuje PWN.

## Encyklopedie cyfrowe

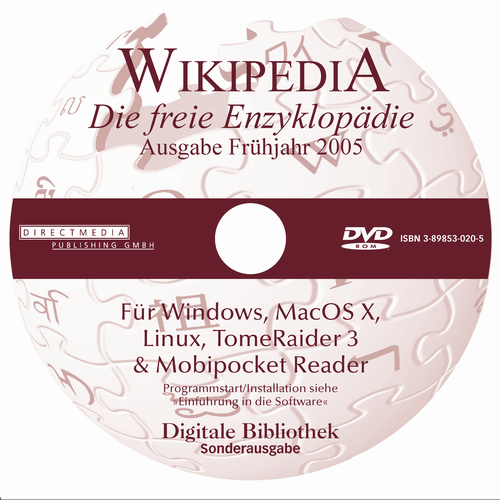
Niemiecka Wikipedia na DVD

Encyklopedia jest bardzo wygodnym źródłem wiedzy, możliwym także do zaimplementowania w formie cyfrowej. W związku z tym olbrzymia większość wydawnictw encyklopedycznych przechodzi z wersji papierowych na wersje rozprowadzane na płytach CD-ROM, innych nośnikach lub dostępne przez internet. Dodatkową zaletą takiej formy rozprowadzania jest możliwość dodawania do haseł plików multimedialnych, które nie mogłyby się znaleźć w papierowej wersji.
Cyfrowe wersje encyklopedii nie muszą już w zasadzie posiadać alfabetycznego układu haseł. Hasła wyszukuje się w nich zwykle przez rozmaite automatyczne systemy wyszukiwawcze, w których można często stosować zaawansowane metody wyszukiwania za pomocą rozbudowanych wyrażeń (np. koniunkcji lub alternatywy wyrazów kluczowych). Przeszukiwanie takich encyklopedii ułatwia mechanizm hipertekstu, łączący pokrewne treściowo hasła.
Bardzo obszerną paletę cyfrowych wydawnictw encyklopedycznych, ogólnych i specjalistycznych, publikuje PWN – dzięki szybko rosnącej liczbie komputerów i niskich cenach tego rodzaju wydawnictw publikacje encyklopedyczne stają się powszechnie dostępne. Dużą popularnością cieszy się również wydawana przez Optimus Pascal Multimedia encyklopedia WIEM.
Najwięcej, bo ponad 6 milionów haseł, ma chińska cyfrowa encyklopedia Hudong.
Liczącą najwięcej haseł encyklopedią cyfrową w języku polskim jest polskojęzyczna Wikipedia, która zawiera 1 663 986 artykułów (stan na 23 lipca 2025 roku).